# Челюскинское сельское поселение
Челюскинское се́льское поселе́ние — муниципальное образование в Казанском районе Тюменской области Российской Федерации.
Административный центр — посёлок Челюскинцев.

## История
Статус и границы сельского поселения установлены Законом Тюменской области от 5 ноября 2004 года № 263 «Об установлении границ муниципальных образований Тюменской области и наделении их статусом муниципального района, городского округа и сельского поселения».

## Население
| 2010 | 2011 | 2012 | 2013 | 2014 | 2015 | 2016 |
| ---- | ---- | ---- | ---- | ---- | ---- | ---- |
| 721  | ↘720 | ↘690 | ↘666 | ↘647 | ↘642 | ↘637 |
| 2017 | 2018 | 2019 | 2020 | 2021 |      |      |
| ↘617 | ↘594 | ↘575 | ↘558 | ↘508 |      |      |

## Состав сельского поселения
| № | Населённый пункт | Тип населённого пункта          | Население |
| - | ---------------- | ------------------------------- | --------- |
| 1 | Вакарино         | деревня                         | 14        |
| 2 | Долматово        | деревня                         | 107       |
| 3 | Михайловка       | деревня                         | 64        |
| 4 | Новоселы         | деревня                         | 2         |
| 5 | Челюскинцев      | посёлок, административный центр | 534       |